# Christian Gottlob Hempel
Christian Gottlob Hempel (geboren im November 1748 in Horburg; gestorben am 11. Februar 1824 in Leipzig) war ein deutscher Theologe, Philologe, Liederdichter, Bühnenautor und Verfasser satirischer und zeitgeschichtlicher Schriften.

## Leben
Hempel studierte Theologie in Leipzig und schloss 1772 mit dem Magisterexamen ab. Er lebte bis zu seinem Tod als Privatgelehrter in Leipzig. Über seine weiteren Lebensumstände ist nichts bekannt.
Zu seinen meist anonym publizierten Schriften gehören Sinngedichte und geistliche Lieder, ein sich gegen Basedows Philanthropinismus richtendes Lustspiel (Der Lehrmeister nach der Mode 1778), Darstellungen der Lehren Pestalozzis, eine kritische Schrift, in der er sich mit dem moralischen Verfall des Adels auseinandersetzt (Kurzer Abriß der neuesten europäischen Denkwürdigkeiten 1788 f.) und mehrere theologische, insbesondere antikatholische Schriften.
Als Beispiel für Hempels satirisch-kulturkritische Gedichte das Gedicht Der Held:
Ists nicht des Helden größter Ruhm,

Die Menschen mördrisch zu bezwingen?

Doch mancher geht ja auch mit Mord und Todtschlag um,

Und pflegt es doch nicht hoch zu bringen.

Man straft ihn ab, und heißt ihn dumm.

Frag nicht: warum?

Er hat kein Privilegium.

## Werke
- Epigrammatische Gedichte. Müller, Leipzig 1776, Digitalisat.
- Versuche in Sinngedichten. Erste Sammlung.  Bützow & Wismar 1777, Digitalisat (verbesserte Ausgabe der Epigrammatischen Gedichte).
- Versuche in Sinngedichten. Zweyte Sammlung. Bützow & Wismar 1777, Digitalisat.
- Der Lehrmeister nach der Mode. Ein Lustspiel in Versen wider B*** [Basedow] und andere neuere Erzieher. Mauke, Schleitz 1778. (Digitalisat)
- Die edlen Freunde. Ein Schauspiel in vier Aufzügen. Leipzig 1879, Digitalisat (Zuschreibung unsicher).
- Peter der Große, Kaiser von Rußland. Ein musikalisches Drama in 5 Aufzügen. Haug, Leipzig 1780. (Digitalisat)
- Zwo Satyren über den Geschmack und die Göttin der Gerechtigkeit. Bremen 1782.[2]
- Von den bösen Geistern und der Zauberey, an den Herrn M.Haubold. Ein Sendschreiben. Sorau 1783.
- Beytrag zur richtigen Erklärung des Kryptopelagianismus, wie auch der jetzt so gewöhnlichen Worte Toleranz, Menschenliebe, Menschenfreundschaft … Dessau & Leipzig 1783.
- Kurzer Abriß neuer europäischer Denkwürdigkeiten, Politick, Religion, Sitten, Geschmack und Litteratur betreffend. 2 Bde. Berlin 1788 f.
- Die Rechte eines teutschen Kaisers oder Königs von Italien über den Papst und über Rom, aus authentischen Urkunden und den unverwerflichen Zeugnissen des Alterthums erwiesen. Selbstverlag, Leipzig 1789. (Digitalisat)
- Irrlichter und ihre Irrgänge, oder Irrthümer, zu welchen eine falsche Bescheidenheit und Nachgiebigkeit die Lehrer des Christenthums verleiten könne. Köthen 1790.[3]
- Ueber die Thorheiten meiner Zeitgenossen. Bachmann und Gundermann, Hamburg 1792. (Digitalisat)
- Geistliche Volkslieder nach Kirchenmelodien. Grieshammer, Leipzig 1795. (Digitalisat 1. Sammlung)
- Unterredungen im Reiche der Geister, hauptsächlich über theologische Gegenstände. Juhr, Ratibor 1802.
- Was versteht man unter dem Glauben an Christum zu Anfange des neunzehnten Jahrhunderts? Und was ist die Lehre der Schrift davon? Kummer, Leipzig 1802.
- Abgenöthigte Herzenserleichterungen in zwo Sendschreiben an den Jenaischen Recensenten … Leipzig 1803.[4]
- Pestalozzi's Menschenlehre, aus seinen Nachforschungen über den Gang der Natur in der Entwickelung des Menschengeschlechts gezogen und mit untermischten kritischen Anmerkungen katechetisch-dialogisch bearbeitet. Steinacker, Leipzig 1803. (Digitalisat)
- Pestalozzis Religionslehre, aus seinen Schriften gezogen. Steinacker, Leipzig 1804.
- Napoleon Bonaparte, oder Lebens- und Heldengeschichte des vormahligen Kaisers von Frankreich und Königs von Italien … poetisch beschrieben in einer Reihe von Bardengesängen. Cnobloch, Leipzig 1815. (Digitalisat Nachdruck)
- Neue geistliche Lieder. Leipzig 1817.[5]
- Ueber den sogenannten Hundeschlag. Ein Beitrag zur Beförderung der Geistesbildung und des göttlichen Gefühls in Hinsicht auf unsere thierische Mitgeschöpfe. Leipzig 1819.[6]

Übersetzung
- Daniel Derodon[7]: Grab der Messe, oder vernunft- und schriftmäßige Widerlegung der päbstlichen Meßopfer. Aus dem Französischen des D. Derodon. Leipzig 1808.